# Sonora (Mato Grosso do Sul)
Sonora is een gemeente in de Braziliaanse deelstaat Mato Grosso do Sul. De gemeente telt 13.334 inwoners (schatting 2009).